# 紫喉加利蜂鳥
，是雨燕目蜂鸟科的一种鸟类。
紫喉蜂鸟体重约8.85克，翼长约71.7毫米，嘴峰长约27.5毫米，喙宽度约2.6毫米，喙厚度约2.1毫米，跗蹠长约6毫米，尾长约38.6毫米。紫喉蜂鸟在其分布区内为留鸟，其栖息在密集的高大树木组成的森林中，食性为草食性，主要食物来源是植物的花蜜。
紫喉蜂鸟分布于小安的列斯群岛的山地森林。该物种是单型物种，没有亚种分化。